# 近藤史一
近藤 史一（こんどう ふみいち、4月15日 - ）は、日本の元ゲーム実況者。愛知県出身。血液型A型。
ゲーム実況動画・生放送の制作・配信を主業務とする「株式会社スタジオえどふみ」の創立者の一人(現在は退社)。

## 略歴
- 役者活動をしていた江戸清仁（えどさん”）を誘いゲームタレントユニット「えどさん”＆ふみいち」を結成。2007年8月25日19時4分にゲーム実況動画初投稿。以降様々な動画やラジオ番組などを配信。
- 2009年4月15日より「スタジオえどふみ」として組織化。未許諾で行われる事が常態化しているゲーム実況を明確に全て公式の業務として行う、いわゆる「プロ」としての姿勢をとった。このプロ化に伴い、過去の未許諾動画は全て自主凍結している。
- 2010年8月より「niconico」にて「ニコニコゲーム実況チャンネル（略称：NGC）」を開設。平日22時以降を基本の放送枠とし、様々なゲームの実況放送を行っている。
- 2015年4月より有志によってイベントの企画運営を行う姉妹チャンネル「NGC2」を開設。ニコニコ生放送によるゲーム実況イベントの他、2016年の「東京ゲームショウ」にてブースを出展している。
- 2018年11月のTwitch放送にてかねてからの大学受験を本格的に目指すためスタジオえどふみを年内にて退任し独立することが発表された。　その様子は放送にて随時公開されるとのこと。なお現在ふみいちが出演しているFF14放送は機材提供元「エイリアンウェア」及びゲーム提供元の「スクウェア・エニックス」からの強い要望があったため引き続き出演する。その他番組はオファーがあった場合のみ出演し、金曜のさびざん”は終了してNGC2からも脱退し運営はえどさん”に委任される。
- 2020年1月のFF14シーズン5の完結放送をもって本格的に大学・個人的な事業を始める為ふみいちの出演が終了しえどさん”&ふみいちは解散するということがふみいち自身から告知された。（FF14放送は2020年の1月最初の放送をもって一旦休止し、2月からシーズン6として再始動する）

## 人物
- 普通自動車免許取得。
- 文鳥を飼っている。
- 好きなゲームとして「ゼノギアス」「ファイナルファンタジーXI」「タクティクスオウガ」を挙げている（著書「えどふみ滅」より）。
- 女装もする。

## 主な出演作品

### テレビ
- 大河ドラマ義経
- 大河ドラマ功名が辻
- 新選組!! 土方歳三 最期の一日

### ゲーム
- Fallout 3 - アッシャー、ビグスリー 役
- アサシン クリード II - ルドヴィコ・オルシ 役

### ゲーム実況
- ファイナルファンタジーXIV（2014年1月13日 - 放送中）
- 蒼き革命のヴァルキュリア（2017年1月12日 - 放送中）
- Fallout4（2016年1月15日 - 2017年1月27日）

### 著書
- 「えどふみ滅」（えどさん”&ふみいち共著、とびら出版、2009年6月30日、ISBN 978-4904318041）